# يان فيرث
يان فيرث (بالإنجليزية: Ian Firth)‏ هو مصمم إنشائي بريطاني، ولد في 17 فبراير 1956.